# Bökkers Mölle
De Bökkers Mölle is een korenmolen in Olst in de Nederlandse provincie Overijssel.
Rond 1782 verrees op de huidige plek een olie- en pelmolen. Nadat de windaandrijving door een stoommachine was vervangen bleef alleen de onderbouw van de molen over. In 1895 werd echter besloten de molen weer van een bovenachtkant met kap en wieken te voorzien zodat er weer op windkracht kon worden gemalen.
De molenaarsfamilie Bökkers (die sinds 1938 eigenaar was geworden) heeft nog lang ambachtelijk met de molen gemalen totdat hij rond 1990 stil kwam te staan.
In 1993 werd de molen overgedragen aan de inmiddels opgerichte Stichting de Bökkers Mölle. Na een uitvoerige restauratie is de molen sinds 1996 weer zeer regelmatig op vrijwillige basis in bedrijf.
De roeden van de molen hebben een lengte van 22,50 meter en zijn voorzien van het fokwieksysteem met zeilen. De molen is maalvaardig met twee koppels maalstenen.